# Domenico Tuccillo
Domenico Tuccillo, detto Mimmo (Afragola, 30 aprile 1960), è un politico italiano, sindaco di Afragola dal 14 giugno 2013 al 18 giugno 2018.

## Biografia
Laureato in Lettere moderne, docente di materie letterarie, ha collaborato alla Cattedra di Storia della critica letteraria all'Università degli Studi di Napoli Federico II pubblicando i seguenti testi: “Da Verga a Eco, strutture e tecniche del romanzo italiano” (1989), volume in collaborazione con altri autori, “Ritmie e Aritmie in Fogazzaro e Tozzi” (1993).
Giornalista professionista, redattore del quotidiano "Roma", dove si è occupato prima di cronaca e poi di cultura.
Per 3 volte parlamentare, 2 volte (nel 1996 e nel 2001) eletto sul collegio di Afragola.
Nel 2006 ha rivestito l'incarico di vicepresidente della Commissione Attività Produttive della Camera.
È stato vicesegretario regionale del Partito democratico fino al 2013.
Dal 2013 al 2018 è stato Sindaco di Afragola.
Nel 2014 è stato letto Presidente della Commissione Statuto della nascente Città metropolitana di Napoli.
È stato Presidente dell'ANCI CAMPANIA dal 2015 al 2019. Attualmente è Consigliere comunale di Afragola.

## Attività politica

### Elezione a deputato
Nel 1996 viene eletto per la prima volta deputato della XIII legislatura della Repubblica italiana, viene poi rieletto nel 2001 nella XIV legislatura della Repubblica Italiana nella circoscrizione XIX Campania per L'Ulivo e viene nuovamente rieletto nel 2006. Termina il mandato di deputato nel 2008.
Relatore dapprima della legge di trasformazione in ente di diritto pubblico economico dell'Azienda autonoma di assistenza al volo per il traffico aereo generale dell'Enav (Ente nazionale di assistenza al volo) in spa (legge n. 665 del 21 dicembre 1996), in qualità di componente e Segretario della IX Commissione parlamentare Poste, Trasporti e Telecomunicazioni, nonché di responsabile nazionale prima del settore Trasporti del Ppi (segreteria Marini) e poi del settore Comunicazioni (segreteria Castagnetti) si è impegnato per promuovere e sostenere con iniziative politiche ed atti parlamentari il processo di trasformazione delle FF.SS. in direzione della loro societarizzazione, di liberalizzazione dei mercati del trasporto e delle telecomunicazioni. Particolarmente significativo l'impegno per la realizzazione della Stazione di Napoli Afragola inaugurata poi da Sindaco il 6 giugno 2017. L'impianto, il cui progetto è stato redatto dall'architetto Zaha Hadid, è stato giudicato dalla BBC e dalla CNN tra le migliori costruzioni nel mondo del 2017. Nel corso della XIV legislatura si è dedicato in modo particolare al tema delle "Fondazioni bancarie" firmando la proposta di legge di modifica dell'articolo 7 del decreto legislativo n. 153 del 17/05/1999 e del Mezzogiorno, promuovendo iniziative e mozioni parlamentari. Alla costituzione della Margherita è stato componente della direzione nazionale del partito che ha poi contribuito alla fondazione del Partito Democratico, di cui è stato vicesegretario regionale fino al 2013.
Lasciato il Partito Democratico nel mese di Settembre del 2022 decide di aderire ad Italia Viva, la formazione politica di Matteo Renzi

### Sindaco di Afragola
Candidatosi sindaco alle elezioni comunali di Afragola, dove ne esce vincitore contro l'ex vicesindaco Antonio Pannone del centro-destra. Diviene sindaco al turno di ballottaggio con la maggioranza del 55,17% dei voti.
Termina il mandato nel 2018.
Il 2 ottobre 2015 è stato eletto presidente dell'Associazione Nazionale Comuni Italiani (ANCI) Campania, incarico che mantenne fino al 16 ottobre 2019.